# Porque sí
Porque sí es el segundo EP de la baterista y cantante argentina Andrea Álvarez. En la grabación la acompaña su banda, compuesta por Lonnie Hillyer en bajo y Tomás Brugués en guitarra. 
El EP contiene versiones en vivo de tres temas de Dormís? y uno de Andrea Álvarez, ajustados al estilo rock-blues de la banda de Álvarez de 2016. Fue grabado en septiembre de 2016 en el estudio El Pie y mezclado y masterizado en estudio Quark el mes siguiente, ambas tareas a cargo de Facundo Rodríguez. El diseño de tapa fue realizado por Gustavo y Emma Saliola, sobre una foto de Laura Gam. Para cada canción se realizó un videoclip, bajo la dirección del realizador audiovisual Diego Stickar.
El proyecto surge a raíz de la dificultad para tocar en vivo, y como sucedió con Doble A en vivo en Estudio ION, lo resolvió poniendo a disponibilidad del público material en vivo registrado en alta calidad. La selección de canciones  sigue el criterio de temas que "hablan de cosas que en el momento en que los compuse no se hablaban abiertamente", como ser la violencia contra la mujer, la prostitución infantil, los estereotipos de belleza, etc.

## Lista de canciones
Para todas las canciones, letra y música de Andrea Álvarez.
1. Dormís?[2]
2. Tierra colorada[3]
3. Esa belleza[4]
4. Te maté porque sí[5]